# 1700
Cette page concerne l'année 1700  du calendrier grégorien. Pour l'année 1700 av. J.-C., voir 1700 av. J.-C. Pour le nombre 1700, voir 1700 (nombre).
L'année 1700 est une année séculaire et une année commune qui commence un vendredi.

## Événements
- 26 janvier : le tremblement de terre de Cascadia, de magnitude 9, provoque un puissant tsunami qui frappe la côte nord-ouest des États-Unis et les côtes du Japon[1].
- 27 février : le navigateur anglais William Dampier découvre l'île de Nouvelle-Bretagne, dans le sud-ouest du Pacifique[2].
- 12 mars : en Inde, Satara capitule devant les Moghols à la mort de Rajaram, roi des Marathes. Sa veuve Tara Bai prend la tête de la guérilla comme régente de son fils Shivaji III[3].
- 11 avril : abandon de la colonie écossaise de Darién[4].
- 9 mai : création de la mission San Xavier del Bac. Premier établissement espagnol en Arizona, à côté du site actuel de la ville de Tucson[5].
- 17 novembre : arrivée à Ispahan de Jean Billon de Cancerille, avec une ambassade du Saint-Siège et de l'Empire à la cour safavide de Perse ; à son retour il est reçu par le roi de France en 1703[6].

- Le khan de Dzoungarie Tchewang Rabden parvient à maîtriser l’anarchie féodale. Il envoie à Moscou un ambassadeur avec une proposition de paix, et dès 1703 les attaques des territoires russes par les Oïrats sont pratiquement suspendues. Cette amélioration favorise les relations avec les Kalmouks de la Volga, proches parents des Oïrats de Dzoungarie[7].

- La Compagnie anglaise des Indes orientales établit une base à Banjarmasin à Bornéo[8].

### Europe
- 4 janvier : oukase imposant le costume occidental aux Boyards en Russie[9].
- 12 février : invasion de la Livonie suédoise par les troupes du roi Auguste II de Pologne[10]. Début de la Seconde Guerre du Nord (fin en 1721) contre Charles XII de Suède déclenchée par la coalition de la Pologne, du Danemark et de la Russie. En mars, Les Polonais dirigés par le général Flemming marchent sur Riga, mais doivent lever le siège le 15 mai[10]. Les Danois marchent vers le Holstein et le Slesvig (siège de Tönning du 22 avril au 2 juin)[11], les Russes envahissent l’Ingrie afin d’accéder à la Baltique (siège de Narva le 20 septembre[12]).

- 1er mars : le Danemark, la Norvège et les États protestants allemands adoptent le calendrier grégorien. Le 1er mars suit immédiatement le 18 février à cette occasion[13].
- 13 et 25 mars : traités de partage de la succession d’Espagne entre la France et l’Angleterre à Londres (13 mars) et entre la France et les Provinces-Unies à La Haye (25 mars). L’archiduc Charles, fils cadet de Léopold Ier et d’Eléonore de Neubourg, aurait la partie du royaume espagnol auparavant dévolue à Ferdinand-Joseph. Pour le dauphin Louis, Louis XIV prétend aux possessions italiennes avec échange éventuel du Milanais contre la Lorraine, de la Sicile et de Naples contre la Savoie et Nice. Léopold refuse l’arrangement, favorable à la France, et s’en remet à l’autorité du pape, qui désigne le duc d'Anjou, petit-fils de Louis XIV[14].
- 18 mars : décret de fondation sur des plans de Leibniz de la Société des sciences de Berlin. Les lettres patentes sont données le 11 juillet[15]. Construction de l'observatoire de Berlin.

- 24 avril : Charles XII constitue un conseil de régence en Suède et attaque le Danemark[12].

- 13 juillet : paix de Constantinople consacrant la fin de la troisième guerre russo-ottomane ; conclue pour trente ans entre la Russie et l’Empire ottoman, ce dernier reconnaît la perte d’Azov et du Kouban[16].

- 20 juillet : les flottes hollandaise, anglaise et suédoise bombardent Copenhague et la flotte danoise[11].
- 5 août : Charles XII de Suède débarque dans le Seeland (Danemark)[11].
- 18 août : Frédéric IV de Danemark, allié de la Russie contre Charles XII de Suède, rapidement battu par Charles XII, doit signer la paix de Travendhal[12].
- 19 août : la Russie déclare la guerre à la Suède[17] (ou le 4 septembre[12]).

- 2 octobre : le roi d'Espagne Charles II (39 ans), se sentant diminué, rédige sur les instances de son ministre Portocarrero, un testament attribuant l'Espagne au duc d'Anjou, petit-fils de Louis XIV[14].
- 16 octobre : mort du patriarche de Moscou Adrien. Pierre laisse le siège vacant et organise une administration provisoire des affaires ecclésiastiques[18].

- 1er novembre : mort de Charles II d'Espagne, dernier roi d'Espagne de la maison des Habsbourg, qui va entraîner la guerre de Succession d'Espagne[14].

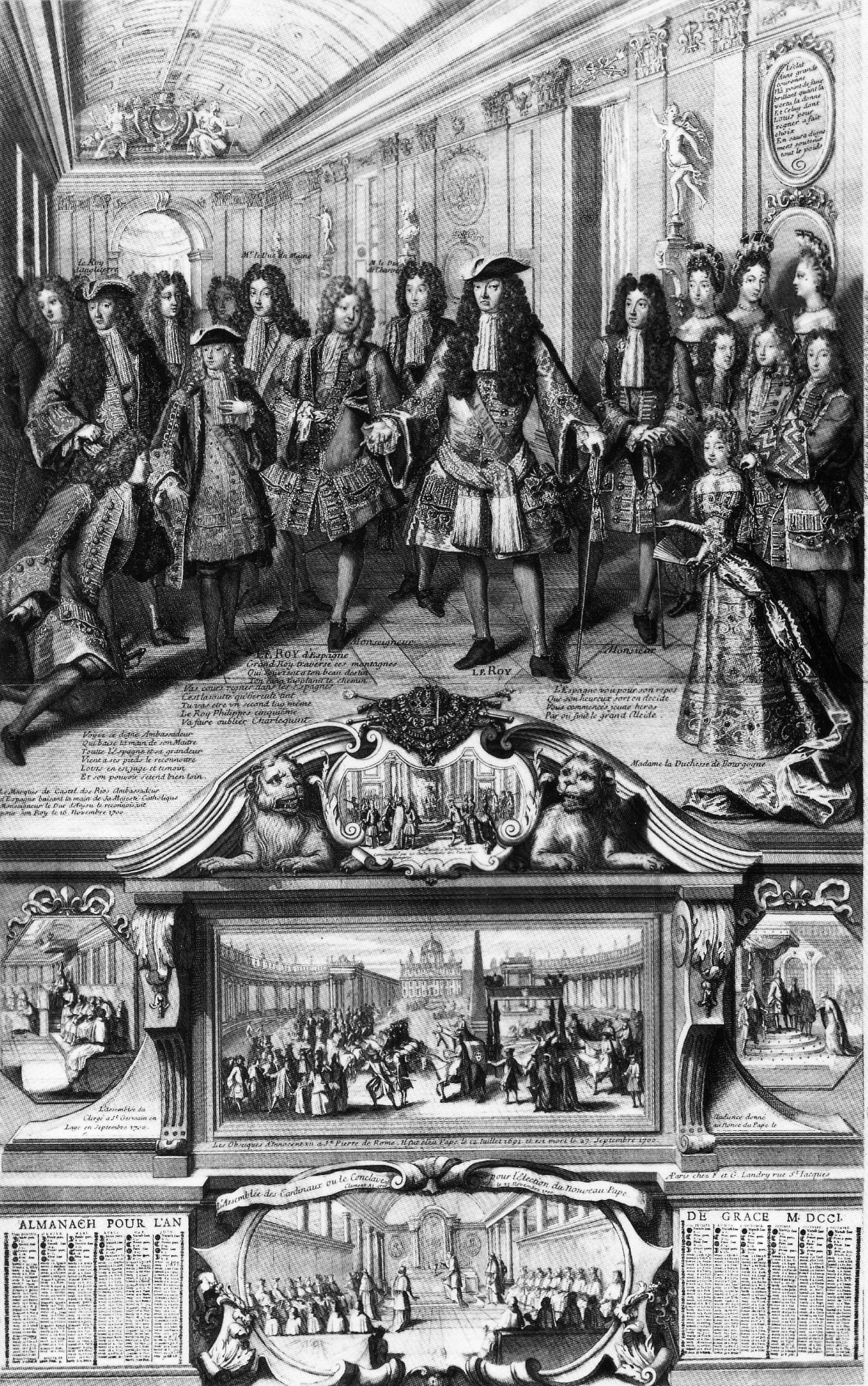
16 novembre : Louis XIV déclare son petit-fils Philippe V le nouveau roi d'Espagne.

- 12 novembre : après s'être posé la question de la guerre en Europe, Louis XIV accepte le testament de Charles II d'Espagne ; le 16 novembre, il présente son petit-fils, le duc d'Anjou, à l'ambassadeur d'Espagne et à la cour comme roi d'Espagne[14]. Il succède au dernier Habsbourg et devient Philippe V, premier roi Bourbon d'Espagne (fin du règne en 1746). Il subit l’influence de Louis XIV et s’entoure de ministres français comme Amelot et Jean Orry. Il accroît la centralisation.
- 16 novembre, Vienne : traité de la couronne entre Frédéric III de Brandebourg et l’empereur[19].

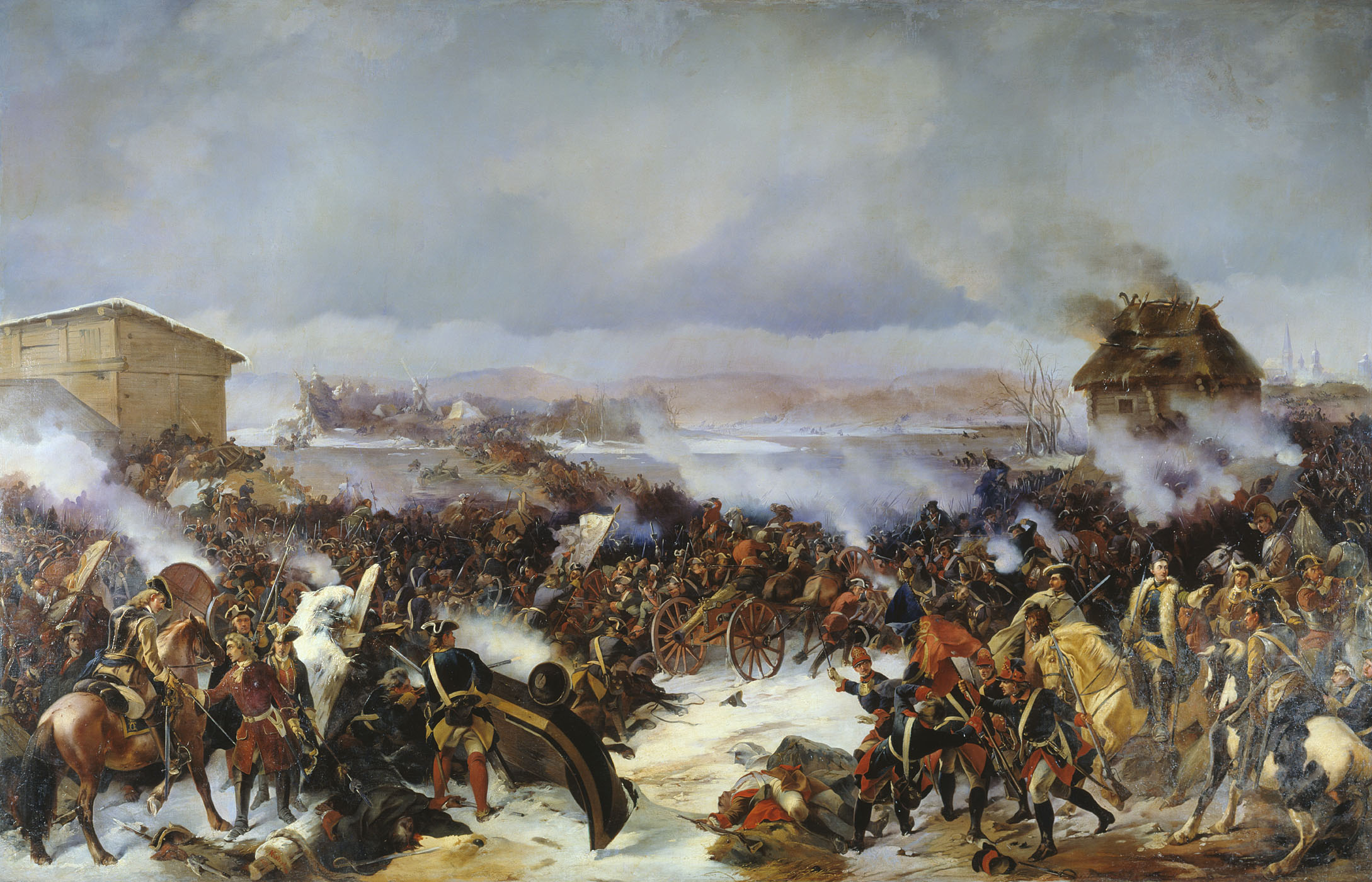
30 novembre : bataille de Narva. Toile d'Alexander von Kotzebue

- 30 novembre : victoire de Charles XII de Suède sur les Russes à la bataille de Narva, malgré leur supériorité numérique[12].
- 23 novembre : début du pontificat de Clément XI (fin en 1721)[20].
- 4 décembre : Philippe V quitte Versailles pour Madrid[21].
- 28 décembre : Rochester devient lord gouverneur d’Irlande (fin en 1705)[22].

- Création d’un Conseil de gouvernement siégeant à la chancellerie en Russie. Il se substitue à la Douma des boyards[23].

## Naissances en 1700
- 4 janvier : François-Bernard Cocquard, poète et avocat bourguignon († 21 août 1781).
- 7 janvier : Situ Panchen, peintre, écrivain et médecin tibétain († 5 avril 1774).

- 8 février : Daniel Bernoulli, mathématicien suisse († 1782)

- 3 mars : Charles-Joseph Natoire, peintre français († 23 août 1777).
- 19 mars : José de Escandón, militaire et homme politique espagnol († 10 septembre 1770).

- 12 mai : Luigi Vanvitelli, architecte baroque italien († 1er mars 1773).
- 22 mai : Michel-François Dandré-Bardon, peintre, dessinateur et graveur français († 13 avril 1783).

- 20 juillet : Henri Louis Duhamel du Monceau, homme politique et scientifique français († 1782)

- 10 octobre : Lambert Sigisbert Adam, sculpteur français († 1759)

- 19 novembre : Jean Antoine Nollet, physicien français († 1770)
- 28 novembre : Nathaniel Bliss, astronome britannique.

- Date précise inconnue :
  - Antonio Joli, peintre italien de veduta († 29 avril 1777).
  - Pietro Guarienti, biographe et peintre italien († 1765).
  - Francisco Romero, matador espagnol († 1763).

- Vers 1700 :
- Josep Mir i Llussà, compositeur espagnol († 1764).

## Décès en 1700
- 11 janvier : Giorgio Bonola, peintre baroque italien (° 27 juillet 1657).
- 12 janvier : Marguerite Bourgeois, fondatrice française de la Congréation Notre-Dame (° 17 avril 1620).
- 29 mars : Giovanni Lorenzo Lulier, compositeur, violoncelliste et tromboniste italien (° vers 1662).
- 12 mai : John Dryden, poète, auteur dramatique et critique anglais (° 19 août 1631).
- 23 mai : Jens lensbaron Juel til Juellinge, diplomate, homme politique et propriétaire foncier danois (° 15 juillet 1631).
- 2 juillet : Lambert Doomer, peintre néerlandais (° 11 février 1624).
- 10 juillet : Sir William Williams, 1er baronnet, homme politique anglais (° 1634).
- 15 septembre : André Le Nôtre, maître jardinier français (° 12 mars 1613).
- 27 octobre : Armand Jean Le Bouthillier de Rancé, un des précurseurs de l'Ordre cistercien de la stricte observance (° 9 janvier 1626).
- 1er novembre : Charles II d'Espagne, dernier roi d'Espagne de la maison des Habsbourg (° 6 novembre 1661).
- 7 novembre : Pietro Santi Bartoli, peintre et sculpteur italien (° 1635).
- 19 ou 20 novembre : André Hubert, comédien français.
- Date précise inconnue :
  - Francisco Antolínez, peintre espagnol (° 1645).
  - Agostino Bonisoli, peintre baroque italien (° 1633).